# Pretty Ugly
"Pretty Ugly" é uma canção da cantora sueca Zara Larsson, lançada em 25 de abril de 2025 pela Sommer House e Epic Records como o primeiro single para seu próximo quinto álbum de estúdio. Comercialmente, a canção alcançou a posição quatorze na Suécia e entrou nas paradas da Noruega.

## Antecedentes e lançamento
Em abril de 2025, Larsson divulgou o single em suas redes sociais e em um outdoor durante o Coachella 2025.  O lançamento sucede seu álbum anterior, Venus, que estreou há pouco mais de um ano. Ela foi confirmada como atração de abertura nos shows da etapa norte-americana de agosto a setembro na Miss Possessive Tour da cantora canadense Tate McRae. Em uma entrevista de 2024 para a edição britânica da GQ, ela discutiu suas opiniões sobre as pressões sociais relacionadas à aparência feminina, um tema refletido em seu trabalho mais recente.
"Pretty Ugly" combina produção pop de alta energia com comentários sobre feminilidade e autoexpressão. Larsson explicou ainda que a música foi escrita no primeiro dia de trabalho com MNEK, Margo XS e Helena Gao, que foram as principais colaboradoras do álbum. Larsson afirmou que a música foi desenvolvida espontaneamente por meio de trocas de conversas, com algumas letras originadas de discursos improvisados. O grupo procurou produzir uma faixa caracterizada pela imediatez, energia e intensidade. A canção foi disponibilizada para pré-encomenda em 22 de abril de 2025, revelando seu título e sua arte de capa, sendo distribuída três dias depois em diversos formatos digitais e de streaming online.

## Composição
A música apresenta letras ousadas abordando as expectativas sociais impostas às mulheres, com Larsson rejeitando a ideia de parecer tradicionalmente feminina. O refrão explora temas de rebelião, bagunça e liberdade dos padrões convencionais de beleza.
A revista Clash descreveu "Pretty Ugly" como uma ruptura deliberada com as restrições do trabalho anterior de Larsson, canalizando "energia caótica do personagem principal" com tons impetuosos inspirados nas raves do início dos anos 90 e um toque punk DIY. Misturando euro-dance com pop vintage, a canção rejeita o polimento em favor da volatilidade, refletindo a aceitação de Larsson pela imprevisibilidade e liberdade criativa.

## Videoclipe
O videoclipe de acompanhamento foi lançado juntamente com a música em seu canal oficial no YouTube e foi dirigido por Charlotte Rutherford. No vídeo, Larsson chega em um Volkswagen velho e emerge descalça em um campo lamacento, onde se junta a um grupo de garotas que executam uma rotina de dança inspirada em líderes de torcida, coreografada por Zoi Tatopoulos.

## Crítica profissional
"Pretty Ugly" recebeu elogios da crítica durante seu lançamento. Robin Murray, da Clash, elogiou "Pretty Ugly" como uma poderosa declaração artística de Zara Larsson, descrevendo a música como um momento em que ela se livra de amarras do passado e abraça a autoexpressão sem filtros. Ele destacou o tom rebelde da faixa, chamando-a de "um dos manifestos pop mais potentes de 2025" e destacou a letra "Que se foda o feminino, tô mais pra vida-louca". O videoclipe que o acompanha, dirigido por Charlotte Rutherford, foi conhecido por seus visuais impressionantes. Em contraste com a natureza altamente curada do pop contemporâneo, Larsson foi elogiada por entregar "uma dose de emoções descontroladas". A Clash deu ao single uma nota 8 de 10.

## Desempenho nas tabelas musicais
| País — Tabela musical (2025) | Melhor posição |
| ---------------------------- | -------------- |
| Noruega (VG-lista)           | 61             |
| Suécia (Sverigetopplistan)   | 14             |

## Histórico de lançamento
| Região | Data                | Formato                    | Versão   | Gravadora         | Ref.         |
| ------ | ------------------- | -------------------------- | -------- | ----------------- | ------------ |
| Várias | 25 de abril de 2025 | Download digital streaming | Original | Sommer House Epic | [ 9 ] [ 14 ] |